# طواف إينكو 2009
طواف إينكو 2009 (بالإنجليزية: 2009 Eneco Tour)‏ هو سباق دراجات هوائية أقيم بتاريخ 18—25 أغسطس، تكون السباق من 7 مراحل وامتدّ لمسافة 1128.1 كم بسرعة 42.1 كم/س، استغرق السباق 26 ساعة 49 دقيقة 40 ثانية. فاز به النرويجي إيدفالد بواسون هاغن وحلّ ثانيا الفرنسي سيلفان تشافانيل.

## الترتيب
| م                     | الدرّاج              | البلد   | الزمن                     |
| --------------------- | ------------------- | ------- | ------------------------- |
| الفائز بالترتيب العام | إيدفالد بواسون هاغن | النرويج | 26 ساعة 49 دقيقة 40 ثانية |
| الثاني                | سيلفان تشافانيل     | فرنسا   |                           |
| حسب النقاط            | إيدفالد بواسون هاغن | النرويج | -                         |